# Cheumatopsyche ebal
Cheumatopsyche ebal là một loài Trichoptera trong họ Hydropsychidae. Chúng phân bố ở miền Australasia.